# Cementerio de Mingorrubio
El cementerio de Mingorrubio se encuentra en el municipio español de Madrid, ubicado en las proximidades del núcleo de Mingorrubio (en el barrio de El Pardo). 

## Historia
Fue construido en 1962. De entre el medio centenar de panteones que hay en el cementerio destaca el destinado a la familia Franco. Fue construido en 1969 y consta de una pequeña capilla con una cripta en su sótano, coronada con una cúpula abovedada, obra de Santiago Padrós. Tiene capacidad para nueve sepulturas.
Su construcción tuvo un coste de once millones y medio de pesetas, que fueron sufragados por el Ayuntamiento de Madrid, por decisión del alcalde Arias Navarro. Las circunstancias de su construcción, la discreción con que se realizó, su escasa extensión y la cercanía del Palacio de El Pardo motivaron suspicacias sobre los destinatarios reales del complejo.
Además de los restos de Francisco Franco, trasladados desde el Valle de Cuelgamuros el 24 de octubre de 2019, este cementerio también alberga los restos de diversos altos cargos de la dictadura franquista y otras personas del mundo del arte y la cultura.
Otros panteones de familias notables: Escrivá de Balaguer, Leónidas Trujillo, Malo de Molina, Miguel Delibes y Oreja Aguirre.